# 岡村賢二
岡村 賢二（おかむら けんじ、1963年3月30日 - ）は、日本の漫画家。新潟県新潟市出身。男性。
1984年、『増刊少年サンデー』に『一年女帝』が掲載され、デビュー。格闘漫画や歴史漫画（「戦国武将列伝」シリーズ等）を多く描いており、激しいバイオレンス描写や、敵役を徹底的に悪人顔に描くなどの特徴がある。

## 作品リスト
- 天地無用（原作：やまさき十三、1985年 - 1986年、『週刊少年サンデー』、全4巻）
- GOAL（1987年、『週刊少年サンデー』、全2巻）
- ベアマーダー流介（原作：橋場千晶、1988年 - 1989年、『週刊少年サンデー』、全5巻）
- グラップキッズ（原作：梶研吾、1989年 - 1991年、『COMICアクションキャラクター』、全4巻）
  - グラップ・ガイズ（原作：梶研吾、1993年 - 1994年、『コミックスコラ』、全3巻）
- 紅狼（原作：鷹匠政彦、1990年、『週刊ヤングサンデー』、全2巻）
- 闘魔伝（1991年、双葉社アクションコミックス、全3巻）
- 蹴速の闘魔神（1991年、双葉社アクションコミックス、全1巻）
- 烈王（レオ）（原作：梶研吾、1992年 - 1993年、『週刊ヤングサンデー』、全4巻）
- Souls NY大和組（原作：梶研吾、1992年、光文社コミックス、全2巻）
- 鉄機剣士 武王伝（原作：梶研吾、1994年、小学館、全3巻）
- ドン・マイ・ワイフ（原作：梶研吾、1995年、リイド社SPコミックス、全2巻）
- 鉄と剣（原作：梶研吾、1995年 - 1996年、リイド社SPコミックス、全3巻）
- シャングリラ-Shangri･La（原作：梶研吾、1995年 - 1997年、リイド社SPコミックス、全8巻）
- 宇強の大空（原作：梶研吾、1997年 - 2000年、『月刊少年ジャンプ』、全13巻）[1]
- 龍猿（原作：梶研吾、2001年 - 2002年、集英社ジャンプコミックス、全3巻）
- 影虎（2001年 - 2002年、『別冊漫画ゴラク』、全3巻）
- 真田十勇士（原作：笹沢左保、2002年 - 2007年、『コミック乱ツインズ』、全8巻）[1]
- フットボールほど素敵な商売はない!!（原作：戸塚啓、2003年 - 2004年、『週刊ヤングジャンプ』、全2巻）
- 上杉謙信（2005年 - 2006年、『コミック乱ツインズ 戦国武将列伝』、全2巻）
- 八犬士（原作：滝沢馬琴、2005年 - 2006年、『別冊漫画ゴラク』、全2巻）
- 私本太平記（原作：吉川英治、2007年 - 2010年、『コミック乱ツインズ』→『コミック乱ツインズ 戦国武将列伝』、全4巻）
- 長宗我部元親（2011年 - 2012年、『コミック乱ツインズ 戦国武将列伝』、全2巻）
- 明智光秀（全1巻）
- 真田幸村（全1巻）
- 激動 徳川家康（全1巻）
- 関ヶ原 英傑伝〜西軍の殉将たち〜（全1巻）
- 萬山十番勝負（全3巻）
- 萬無頼伝（全2巻）
- 龍の拳（全5巻）
- レッドシーサー（全1巻）
- 戦国トーキョー（全2巻）
- 新・影狩り（原作：さいとう・たかを、2011年 - 2014年、『コミック乱ツインズ』、全2巻）
- 第六天魔王 信長（2012年 - 2013年、『コミック乱ツインズ 戦国武将列伝』、全2巻）
- 島津戦記（2014年、『コミック乱ツインズ 戦国武将列伝』、全2巻）
- 夜の戦士〜信玄の忍び〜（原作：池波正太郎、2014年 - 2016年、『コミック乱ツインズ』、全3巻）
- 直江兼続〜信義の執政〜（2014年 - 2015年、『コミック乱ツインズ 戦国武将列伝』、全1巻）
- ごっつあんです（2015年[2] - 2016年、『週刊漫画ゴラク』、全4巻）
- 武士のフトコロ（2016年 - 2018年、『週刊漫画ゴラク』、全7巻）[3][4]
- 刀剣乱舞 ～日本号つれづれ酒～（2021年 - 連載中、『マンガTOP』、既刊4巻）[5]

他多数